# Playa de Porcía
La playa de Porcía está situada en el concejo asturiano de El Franco y muy cerca de la localidad de Campos-Salave (España).
Forma parte de la Costa Occidental de Asturias y presenta catalogación como ZEPA y LIC.

## Descripción
Se trata de una playa de unos 240 metros de longitud y unos 40 metros de anchura media y tiene forma triangular. Tiene una asistencia masiva por lo que puede tener en algún momento alto riesgo pero la peligrosidad de la playa en sí es bajo. Las arenas son finas y oscuras y los accesos rodados son fáciles pues se puede acceder a unos 500 metros de la playa o algo menos.
Para acceder a ella hay que localizar los núcleos más cercanos que son: El Franco, Salave y Campos y está compartida con Tapia de Casariego y El Franco y, al decir de los bañistas y expertos, es una de las más bellas de Asturias, por lo que hay que circular por la N-634 la cual hay que dejar al entrar en El Franco. Por medio de una carretera local se llega a su acceso, totalmente remodelado y bien señalizado desde el principio. Tiene un gran aparcamiento en torno a un parque-playa de unas 45 Ha.
En esta playa desemboca mansamente el río Porcía y como hay grandes concentraciones de arena lejos del mar, estas cierran el estuario y el río se divide en gran cantidad de meandros. Durante la pleamar el agua inunda totalmente la playa dejando una serie de islotes que acrecientan su belleza.
La playa está dotada de los servicios de vigilancia, agua potable y duchas lo que la hace muy adecuada para toda la familia. Las actividades más recomendadas son la pesca submarina y la recreativa, y el senderismo, ya que dispone de cuatro sendas peatonales.